# Behavior
Behavior – polski zespół muzyczny. Tworzą muzykę będącą symbiozą rocka i hip-hopu. Sami muzycy określają swoją twórczość mianem alternatywnej.

## Historia
W 1999 roku we Wrocławiu doszło do spotkania się dwóch grup muzycznych: rockowej Karuzeli oraz hiphopowej Strefy Wrzutu (SWMC). SWMC nagrał utwór „Jestem MC” wraz z instrumentalistami Karuzeli. Kapela w zamian zaprosiła Matyaha z SWMC do gościnnego udziału w utworze „Obcasy”. Efektem współpracy obu zespołów było utworzenie nowego zespołu – Behavior.
Przełom roku 2000/2001 był dla formacji rozpoczęciem działalności koncertowej, głównie w rodzimym Wrocławiu oraz na Dolnym Śląsku.
W roku 2002 zespół opuścili dwaj członkowie: perkusista Grzegorz Kaczmarek oraz wokalista Chillos. Na ich miejsca weszli Piotr Romanowski i Zane (Piotr Kudela), znajomy Matyaha (Maciej Ziółkowski) z SWMC. Zespół rozpoczyna rejestracje studyjną swoich utworów.
W 2003 roku SLOT Art Festival w Lubiążu został otwarty przez występ Behaviora.
Rok 2004 był dla kapeli dalszym koncertowaniem. Zespół podjął kolejną próbę realizacji materiału studyjnego. Na swoich audycjach utwory Behaviora umieściły Radio Wrocław oraz warszawskie Radio94. Twórczość grupy została zauważona przez Gazetę Wyborczą podczas akcji Gra Muzyka. Finał owej akcji zespół wygrał występem w warszawskim klubie Proxima. Po tym sukcesie muzycy rozpoczęli kameralne koncerty we Wrocławiu oraz Głogowie. Tego typu ograniczenie spowodowane było wytężoną pracą studyjną. Nagrodą główna w wygranym finale akcji Gra Muzyka miał być kontrakt fonograficzny, z winy organizatorów konkursu nigdy nie doszło do wydania płyty. Zespół własnym sumptem wydał EP „Fort Polio”.
Behavior w roku 2005 wystąpił w wielu konkursach w tym:
- Vena Festiwal – festiwal organizowany przez fundacje Michała Urbaniaka, grupa zakwalifikowała się do drugiego etapu.
- Poviewka w Gliwicach
- 7 Festiwal Działań Muzycznych w Bogatyni
- Mayday Rock festiwal w Głogowie
- 11 Liga Rocka w Jeleniej Górze

W roku 2006 i 2007 na antenie TV4 został wyemitowany serial animowany dla dorosłych „Włatcy móch”. Behavior został zaproszony do współpracy z wrocławskim studiem RMG aby nagrać ścieżkę dźwiękową do serialu. Zespół propozycję przyjął.
W roku 2008 ukazała się pierwsza pełna płyta „PRO100”. Do sprzedaży trafiła głównie w wersji połączonej z EP „Fort Polio”.
Muzykę zespołu Behavior usłyszeć można w kilku produkcjach kinowych i TV. Między innymi we wspomnianym serialu „Włatcy móch” reż. Bartosz Kędzierski, filmie „Chaos” reż. Xawery Żuławski. W marcu 2012 roku Behavior był jednym z uczestników 33 edycji Przeglądu Piosenki Aktorskiej we Wrocławiu, w którym to nurcie OFF prezentował autorski spektakl pod tytułem „Retrospekcje Własne”. Na początku 2016 roku zespół wydał kolejny album pod tytułem „Behagodzillav”. Album promowały dwa utwory „Od zera” oraz „TV BHV”, do których powstały teledyski.

## Dyskografia
- Behagodzillav (2016)
- PRO100 + FORT POLIO (2008)
  - CD1

  1. Behavior Heute
  2. Granitur
  3. Kolory
  4. Tik - Tak
  5. Lenie
  6. Demon... stracja
  7. Multimedia (dodatki)

  - CD2

  1. Adrenalina
  2. Ba Bilion
  3. Paproch 1
  4. 1500
  5. Paproch 2
  6. Morały
  7. Paproch 3
  8. Ball Lada
  9. Wielki Brat
  10. Bauns
  11. Paproch 4
  12. Guantanamo
  13. Paproch 5
  14. Pron't
  15. Stereopaprochy
  16. Książeczka multimedialna
- FORT POLIO (2006)
  1. Behavior Heute
  2. Granitur
  3. Kolory
  4. Tik - Tak
  5. Lenie
  6. Demon... stracja